# Henrik Nielsen
Henrik Nielsen (Virum, 29 marzo 1965) è un ex calciatore danese, di ruolo attaccante.

## Carriera
Giocò nelle massime divisioni di Danimarca, Grecia, Turchia e Francia. La sua miglior stagione dal punto di vista realizzativo fu il 1987-1988, quando divenne capocannoniere del campionato greco.
Nonostante la sua prolificità come cannoniere, durante la sua carriera non ricevette mai la convocazione nella Nazionale danese.

## Palmarès

### Individuale
- Capocannoniere del campionato greco: 1

1987-1988 (21 gol)